# Mansôa
Mansôa è un settore della Guinea-Bissau facente parte della regione di Oio.